# Glaphyria acutalis
Glaphyria acutalis is een vlinder uit de familie van de grasmotten (Crambidae). De wetenschappelijke naam van de soort is voor het eerst gepubliceerd door William Warren.
De soort komt voor in Peru.